# Пока (рукав)
Пока (устар. Покоренка) — река, ныне представляющая собой правый рукав реки Ваволь, сливающийся с ней в 1,5 км от устья, протекает по Чудовскому району Новгородской области. Около устья пересекает озеро Подолье, которое также соединяется с рекой Оскуя.
Длина составляет 14 км. Высота устья — 18 м над уровнем моря.

## Данные водного реестра
По данным государственного водного реестра России относится к Балтийскому бассейновому округу, водохозяйственный участок реки — Волхов, речной подбассейн реки — Волхов. Относится к речному бассейну реки Нева (включая бассейны рек Онежского и Ладожского озера).
Код объекта в государственном водном реестре — 01040200612102000018912.